# Onni Valakari
Onni Johannes Simonpoika Valakari (Motherwell, 18 de agosto de 1999), más conocido como Onni Valakari, es un futbolista finlandés que juega de centrocampista en el San Diego F. C. de la Major League Soccer. Es internacional con la selección de fútbol de Finlandia.

## Trayectoria
Comenzó su carrera deportiva en el SJK Akatemia, en 2015, marchándose en 2017 al Turun Palloseura, que lo cedió nada más llegar al SalPa. Durante la temporada de 2018 si que jugó en el Turun, marcando 10 goles en 29 partidos.
Su rendimiento hizo que lo fichase el Tromsø IL de la Eliteserien noruega, donde hizo 9 goles en 42 partidos.
En enero de 2020 fichó por el Pafos FC de la Primera División de Chipre, anotando 5 goles en los 6 partidos que disputó en la temporada 2019-20 con el club chipriota.

## Selección nacional
Fue internacional sub-18, sub-19 y sub-21 con la selección de fútbol de Finlandia, antes de convertirse en internacional absoluto el 11 de noviembre de 2020, en un partido amistoso frente a la selección de fútbol de Francia, donde, además, anotó su primer gol con la selección, en la victoria de Finlandia por 0-2 en el Stade de France.

## Clubes
| Club                     | País           | Año       |
| ------------------------ | -------------- | --------- |
| SJK Akatemia             | Finlandia      | 2015-2016 |
| Turun Palloseura         | Finlandia      | 2017-2018 |
| SalPa (cedido)           | Finlandia      | 2017      |
| Tromsø IL                | Noruega        | 2018-2019 |
| Pafos F. C.              | Chipre         | 2020-act. |
| AIK Estocolmo (cedido)   | Suecia         | 2024      |
| San Diego F. C. (cedido) | Estados Unidos | 2025-act. |

## Palmarés

### Títulos nacionales
| Título         | Club        | País   | Año  |
| -------------- | ----------- | ------ | ---- |
| Copa de Chipre | Pafos F. C. | Chipre | 2024 |